# Guerre gréco-turque (1897)
Pour les articles homonymes, voir Guerre gréco-turque.
 (mars 2018).
Guerres gréco-turques

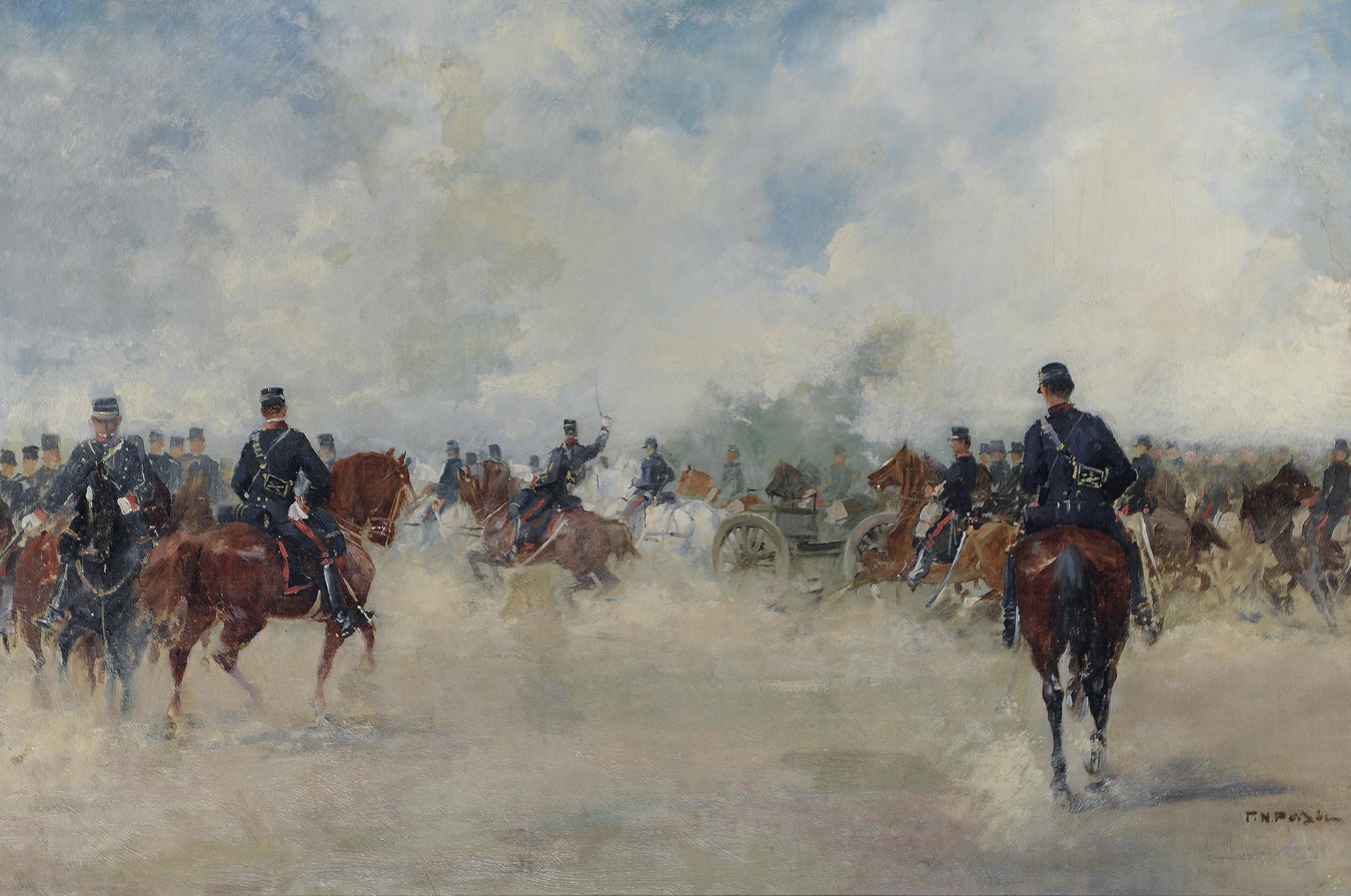
Bataille de Pharsale, qui marqua la déroute grecque de 1897.

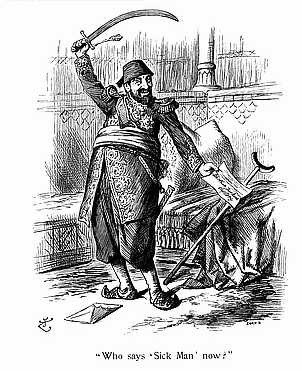
Abdul Hamid II célébrant la victoire turque de 1897 en s'exclamant : Qui dit encore « Homme malade de l'Europe » maintenant ? (caricature anglaise)

La guerre gréco-turque de 1897 est aussi appelée « guerre de Trente jours ». Elle opposa le royaume de Grèce de Georges Ier et l'Empire ottoman du sultan Abdülhamid II.
L'origine de la guerre se trouve dans les revendications irrédentistes de la Grèce dans le cadre de la Grande Idée. Le déclenchement est lié aux révoltes des Crétois.

## Déroulement
En 1896, une nouvelle insurrection contre la domination ottomane a lieu en Crète (turque depuis 1669). Dans le but de réaliser l’énosis, mais aussi de détourner son opinion publique des problèmes économiques et politiques internes, le gouvernement grec envoie une armée et une flotte en Crète, pour soutenir les insurgés. Le débarquement à lieu le 21 janvier 1897. Le 5 avril, après s'être repliée de Crète sous la pression des puissances occidentales (notamment l'Empire britannique et l'Empire allemand, soucieux de l'intégrité de l'Empire ottoman), la Grèce tente de s'emparer de territoires ottomans en Épire et en Macédoine.
Dans la partie encore ottomane de la Thessalie, six puis sept divisions turques (autour de 60 000 hommes) attendent, sous le commandement d'Edhem Pacha. Les forces grecques, commandées par le prince Constantin, s'élèvent à 46 000 hommes. La marine de guerre hellénique a la maîtrise des mers, mais la guerre fut terrestre. La première rencontre a lieu à Mati. Vaincus, les Grecs se replient au sud de Larissa et se réorganisent aux environs de Pharsale, avant de contre-attaquer le 17 mai. Mais l'armée grecque, affaiblie par la première défaite et par une logistique défaillante, est battue une seconde fois à Domokos, et les Turcs s'enfoncent profondément en territoire grec, atteignant même le col de Furca (au nord de Lamia) et occupant la majeure partie de la Thessalie grecque.
En Épire, 15 000 Grecs affrontent 30 000 Turcs commandés par Ahmet Hıfzı Pacha. Le 18 avril, les Ottomans bombardent la forteresse d'Arta sans pouvoir la prendre. Ils se replient sur Filippiáda où ils creusent des tranchées qui résistent à la contre-attaque grecque. À court de munitions et de vivres, l'armée grecque se replie le 15 mai après avoir subi de lourdes pertes.
Le cessez-le-feu proposé le 20 mai par le sultan Abdülhamid II, sous la pression occidentale, sauve la Grèce. Une paix, imposée par les grandes puissances occidentales, est signée le 20 septembre. L'Empire ottoman obtient les cols stratégiques de Zygos, Zorgya, Kalamaki, Reveni et Meluna le long de la frontière de Thessalie ainsi qu'une forte indemnité de guerre (94,3 millions de Francs-or) que la Grèce déjà en faillite ne peut payer qu'avec l'aide des Occidentaux, dont elle devient ainsi encore plus dépendante.
Parmi les correspondants de presse qui couvrent le conflit figurent les écrivains Cora et Stephen Crane. Cora est parfois considérée comme la première femme correspondante de guerre mais elle a été précédée par Jane Cazneau (en), lors de la guerre américano-mexicaine, une cinquantaine d'années auparavant.